# Александер Фессаї
Александер Фессаї Беракі (швед. Alexander Fesshaie Beraki, нар. 29 лютого 2004, Стокгольм, Швеція) — шведський футболіст, нападник клубу АІК.

## Ігрова кар'єра

### Клубна
Александер Фессаї народився у Стокгольмі і займатися футболом почав в столичних клубах. У 2017 році він приєднався до молодіжної команди АІКа. Разом з юнацької командою клубу Фессаї виграв юнацький чемпіонат Швеції 2021 року.
Перед сезоном 2022 року футболіст почав тренуватися з першою командою клубу. У жовтні 2022 року нападник підписав з клубом перший професійний контракт, розрахований на п'ять років. 2 квітня 2023 року Фессаї провів дебютну гру в основі команди, коли вийшов у стартовому складі на гру проти «Гальмстада».

### Збірна
У жовтні 2021 року Александер Фессаї провів єдину гру в складі юнацької збірної Швеції (U-19).